# 中津平野
中津平野（なかつへいや）は、大分県中津市北部、宇佐市、福岡県豊前市、築上郡東部（吉富町、上毛町）に広がる平野。

## 地理
耶馬渓・八面山の麓に位置し、山国川流域に広がる沖積平野で広さは大分県下では最大規模である。山国川河口付近には中津市市街地と福岡県吉富町市街地を形成する。豊前市、中津市北東部の周防灘沿岸部には大規模工場が集まる。中津市東部から宇佐市にかけての広範囲には水田が広がり、県内最大規模の農業地帯である。平野の南端に位置する八面山山頂からは山国川流域の中津平野を一望することができる。

## 主な河川
- 佐井川
- 山国川
- 犬丸川